# Молода Лемківщина
Львівська молодіжна громадська організація «Молода Лемківщина» (ЛМГО «Молода Лемківщина») — заснована 2008 року в Львові організація, яка об'єднує шанувальників лемківської етнокультури.
«Молода Лемківщина» ідейно близька з ЛОО Всеукраїнське Товариство «Лемківщина», працює в його офісі на площі Ринок, 17 (4 поверх).

## Діяльність
Організація займається збереженням, дослідженням та популяризацією історії та культури Лемківщини як невід’ємного надбання українського культурного спадку.
В організації є гуртки дорослих і дитячих співів.
Товариство влаштовує поїздки екскурсійні поїздки, виїзди на лемківські етнофестивалі як по Україні, так і за кордон.
У «Молодій Лемківщині» є група митців, які влаштовують різноманітні майстер-класи.
Організація має власний сайт [Архівовано 9 червня 2022 у Wayback Machine.], а також блоги у Facebook та Instagram.
У планах «Молодої Лемківщини» — організація походів горами Лемківщини, організація курсів з вивчення лемківської говірки.

## Історія
Ідея створення організації сягає середини 2000-х років та фестивалю «Лемківська ватра» поблизу польського села Ждиня. Після однієї з поїздок в офісі ЛОО «Лемківщина» на площі Ринок вперше зібрався молодіжний актив. 

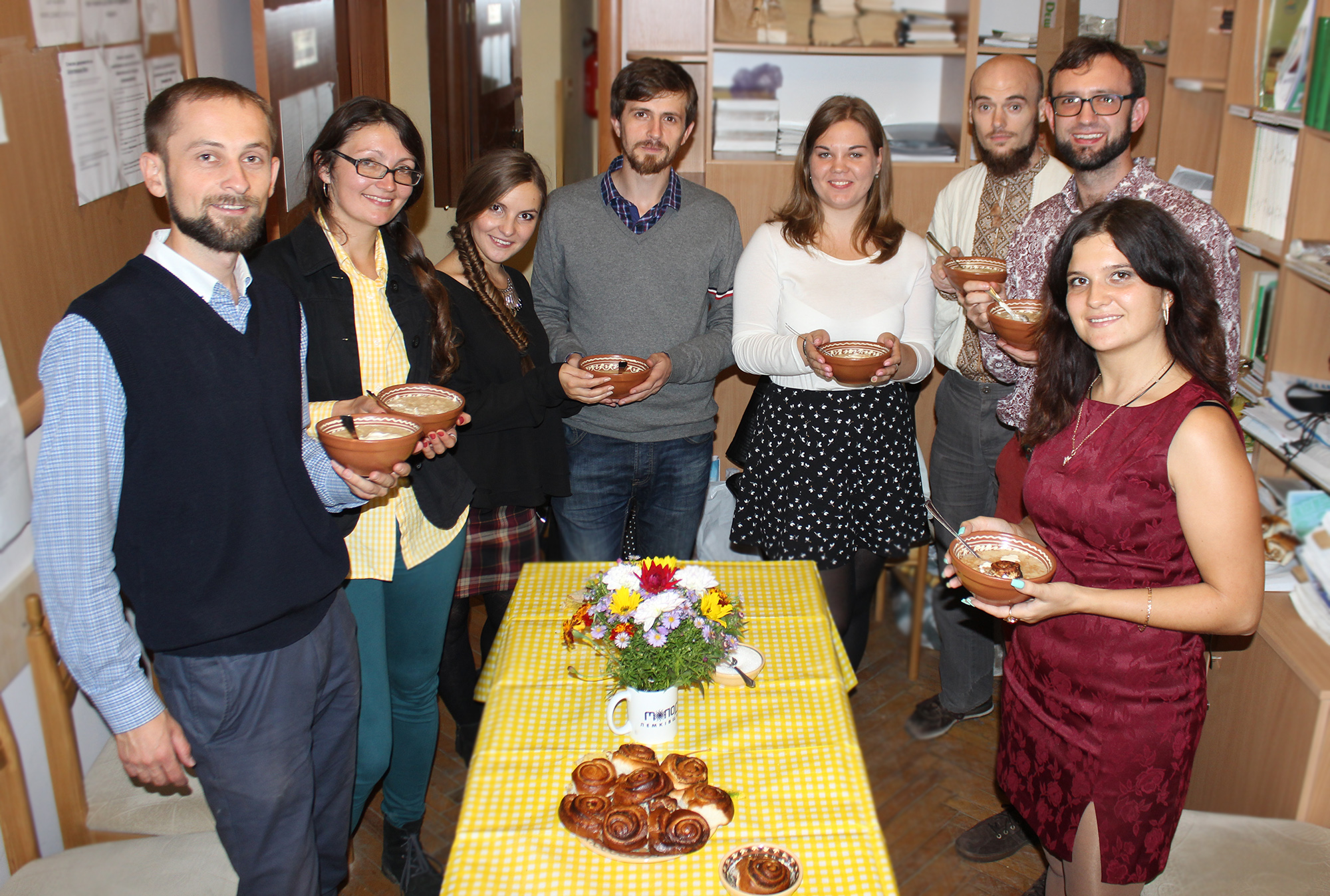
Після майстер-класу - спільний обід

У 2007 році в інтернеті з'явився перший заклик до співпраці від «Молодої Лемківщини». Першою «ознакою життя» «Молодої Лемківщини» ще до офіційної реєстрації була організація лемківського вертепу, особливого оригінальною і майже забутою, як для Львова, говіркою. З цього часу різдвяна коляда зі сценками стала традиційним атрибутом діяльності організації. З вертепом молоді лемки з того часу побували у міській та обласній радах Львова, геріатричному пансіонаті, дитбудинках, на різноманітних підприємствах та у навчальних закладах.
Наступним заходом організації стала етно-вечірка у клубі «Лялька». Згодом «Молода Лемківщина» постійно долучалася до урочистих заходів з нагоди знаменних дат. Щороку організація також влаштовує поїздки до Польщі на фестиваль «Лемківська ватра» у Ждині.
У 2009 році «Молода Лемківщина» організувала етно-вечірку Андріївські вечорниці у приміщенні театру Леся Курбаса.
Учасники «Молодої Лемківщини» організовують поїздки на Лемківщину, до Польщі й Словаччини, як з екскурсійною, так і з метою відновлення давніх цвинтарів. У 2010 році молоді лемки відновлювали лемківський цвинтар у селі Липовець, де похована родина поета Богдана-Ігоря Антонича.
Етно-вечірку під назвою «Лемківське весілля» товариство провело 2010 року у приміщенні Центру творчості дітей та юнацтва Галичини, відтворивши увесь обряд з дотриманням традицій, майстер-класами лемківського танцю, виставкою лемківських майстрів-ремісників.
«Молода Лемківщина» щороку виступає співорганізатором щорічного фестивалю «Гомін Лемківщини», що відбувається у селі Зимна Вода поруч з Львовом. Також активісти товариства щорічно виступали співорганізаторами табору-експедиції Вирій.
У 2013 році товариство прийняло у гості українську молодь зі словацького міста Пряшів — колективи «Карпатянин» і «Сердечко».
У серпні 2013 році в музеї етнографії та народного промислу у Львові презентовано карту-довідник «Лемківські місця Львова», видану молодіжною організацією «Молода Лемківщина» у співфінансуванні Львівської міської ради.
З 2014 року «Молода Лемківщина» організовує бардівські концерти, перегляди фільмів, екскурсії.
«Молода Лемківщина» першою в Україні з 2016 року почала укладати базу переселенців з Лемківщини. Тоді ж розпочалося створення інтернет-мапи теренів Лемківщини на базі Google Maps. У 2017 році карту розширено Любачівщиною і Перемищиною.
З 2016 року організація веде відеоблог з приготування страв лемківської кухні. У 2017 році в гостях в організації побувала програма Сніданок з 1+1, взявши участь у приготуванні лемківських страв.
У 2017 році з'явилася можливість для внесення коштів від благодійників через інтернет для неприбуткової організації. У липні того року організація долучилася до фестивалю «Ніч у Львові» вечірніми лемко-співами.
Голови організації
- 2008—2009 — Андрій Шафран;
- 2009—2011 — Тарас Радь;
- 2011—2012 — Марія Гудзь;
- 2012—2014 — Андрій Стадник;
- 2014—2015 — Назар Радь;
- 2015—2016 — Олесь Куйбіда;
- 2016—2018 — Богдан Сиванич;
- 2018—2020 — Микола Крупей;
- 2020-донині — Андрій Пеляк.